# سجن دبك
تأسس قبل ستة عقود  من الآن لم يخضع لأي تجديد يعينه على أداء مهمته كمؤسسة للإصلاح وإعادة تأهيل المحبوسين فيه، إذ تنحصر مبانيه في بضعة عنابر متهالكة، تستضيف من ستمائة إلى سبعمائة نزيل في أوضاع بالغة السوء

## الموقع
يقع في الحدود الشمالية لولاية الخرطوم (غرب مصفاة الجيلي)، ونقل تفاصيل السُخرة التي يتعرض لها سجناء، يتلقون معاملة سيئة، ويجبرون على العمل في كمائن للطوب مقابل أجرٍ زهيد، لا يزيد عن خمسة جنيهات في اليوم.

## السكنات
عدد أربعة عنابر متهالكة

## عدد السجناء
أكثر من 600 نزيل يستخدمون عدد 9 حمامات والتي تفتقر المياة، وأشار بعضهم إلى تردي الطعام الذي يتناولونه، وقال بعضهم أنهم يتعرضون للضرب بطريقة تخالف أعراف وقوانين السجون.